# آملیا هندلی
آملیا هندلی (به انگلیسی: Amelia Hundley) ژیمناست زادهٔ ۲۱ ژانویهٔ ۱۹۹۸ میلادی اهل کشور ایالات متحده آمریکا است.